# Андре, Дидье
Дидье́ Андре́ (фр. Didier André, род. 3 сентября 1974, Лион) — французский автогонщик. Выступал в чемпионатах Indy Racing League (2001) и Мировой серии Ниссан (2004—2005). Сейчас выступает в гонках прототипов и кузовных автомобилей.

## Карьера
- 1990—1993 — картинг.
- 1993 — французская Формула Кампус, 5-е место.
- 1994 — французская Формула Кампус, 3-е место.
- 1995 — французская Формула-3.
- 1996 — французская Формула-3.
- 1997 — IndyLights, 14-е место.
- 1998 — IndyLights, 2-е место.
- 1999 — IndyLights, 8-е место.
- 2000 — GrandAm, 2-е место.
- 2001 — Indy Racing League, 20-е место.
- 2003 — Мировая серия Ниссан, 22-е место.
- 2004 — Мировая серия Ниссан, 14-е место.
- 2005 — LeMans Endurance Series, 15-е место в классе LMP2.
- 2006 — LeMans Series, 4-е место в классе LMP1.
- 2007 — LeMans Series, 1 гонка, 26-е место в классе GT2.